# Réserve naturelle régionale des monts de Baives
La réserve naturelle des monts de Baives (RNR121) est une réserve naturelle régionale située dans le département du Nord, en région Hauts-de-France. Classée en 2009, elle occupe une surface de 19 hectares dans la partie sud de la Calestienne et protège des pelouses thermophiles à affinités subméditerranéennes réputées chez les botanistes.

## Localisation

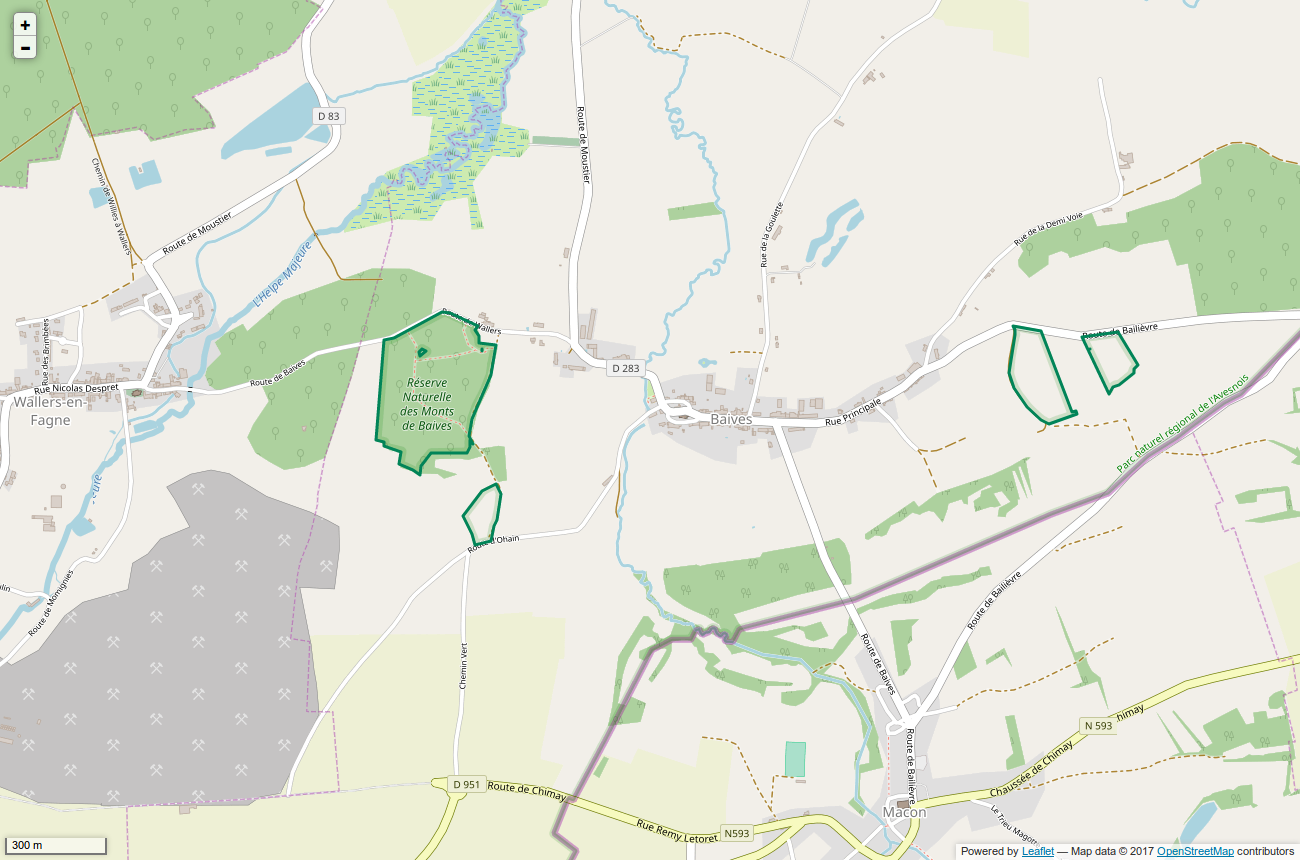
Périmètre de la réserve naturelle.

Le territoire de la réserve naturelle est dans le département du Nord, sur la commune de Baives, au sein du Parc naturel régional de l'Avesnois. La région naturelle correspond à la Fagne française du Sud de l'Avesnois (Thiérache du Nord française). L'altitude maximum atteint 240 mètres.
- Coordonnées « Lambert zone II étendu » au centre du site
  - longitude : 732
  - latitude : 2564

## Histoire du site et de la réserve
Le site a été classé en réserve naturelle volontaire (RNV) en 1986, à la demande de la commune, du parc et des naturalistes de la région. La loi "démocratie de proximité" de 2002 a déclassé les RNV. Le classement en RNR est intervenu en 2009.

## Écologie (biodiversité, intérêt écopaysager…)
Les monts de Baives (ou Le mont de Baives) se trouvent sur le prolongement de la Calestienne belge (terminaison périclinale de cette structure géologique) et surplombent la vallée de l'Helpe Majeure. Ce sont les restes d'une zone calcaire où alternaient schiste et calcaire récifal. Les schistes ont été érodés laissant des calcaires durs riche en fossiles (dont polypiers de plus de 370 millions d'années). Du fait de sa situation géographique et son élévation, le site est soumis à un climat et microclimat particulier pour la région.
La position biogéographique (contrefort des Ardennes où l'on commence à nettement sentir les influences continentales) et sa nature géologique calcaire (d'où l'on tire la fameuse « pierre bleue » correspondant au niveau Givétien) expliquent la nature particulière de sa flore. Hors des pelouses des Monts de Bailièvre, ces pelouses sur calcaire dur de l'étage Frasnien sont uniques dans la région Nord-Pas-de-Calais.
La réserve naturelle abrite des milieux variant des pelouses calcicoles aux bois calcicoles, un manteau forestier calcicole dominant à plus de 50 %, avec aussi des pinèdes, pré-mésophiles, ourlets mésotrophes, friches rudérales et une ancienne carrière.

### Flore
Les monts de Baives sont connus des botanistes locaux pour leur riche flore calcicole (en particulier orchidées) marquée par la double influence du climat continental et le caractère pseudo-méridional d'une exposition sud des monts. C'est pour la richesse de ses pelouses calcicoles, que ce site a été classé. Ceci explique que les Monts de Baives soient une limite occidentale pour certaines espèces continentales, limite qui pourrait évoluer avec le réchauffement climatique.
La flore compte 165 espèces végétales dont 13 sont protégées régionalement : Orchis grenouille, Orchis mâle, Alchémille velue, Orchis bouffon, Polygale chevelu. On trouve également sur le site l'Œillet des Chartreux, la Brunelle laciniée, le Mélampyre des champs…

### Faune
L'avifaune compte 46 espèces dont 37 sont nicheuses : Fauvette grisette, Hypolaïs polyglotte, Hibou moyen-duc…
Des colonies de chauve-souris bénéficient de l'ancienne carrière et d'une nourriture abondante offerte par les milieux naturels du site.
On compte 13 espèces de papillons et 11 espèces d'orthoptères. Les reptiles sont représentés par l'Orvet fragile et le Lézard vivipare.

### Degré de fragmentation écologique
Dans une région très fortement écologiquement fragmentée, le site est relativement épargné. Les pelouses sèches y présentent un intérêt fonctionnel en tant qu'habitat et élément de corridor écologique intégré au complexe de pelouses calcicoles qui joignent le proche Mont de Bailièvre.

### État, pressions ou menaces, réponses
Le risque principal est celui de surfréquentation lié aux impacts du piétinement et du dérangement et localement d'une pratique sauvage du moto-cross. Les espèces réputées patrimoniales du site étant surtout dépendantes de milieux ouverts, un autre risque est celui de fermeture du milieu : en l'absence de grands herbivores (Cf. pâturage abandonné en 1945) et/ou d'une gestion écologique et adaptée.
Les pesticides et eutrophisants utilisés localement, résiduels et/ou présent dans les pluies constituent des menaces pour la flore oligotrophe et certains insectes et leurs prédateurs. Des pins noirs ont été plantés dans les années 1970, (secteur de la Chapelle) au détriment de la flore locale. Un château d'eau a été construit en 1971, ce qui a dégradé et fragmenté une partie du site. La dernière carrière, située au nord-est de la Chapelle des Monts, a cessé son activité en 1957.

## Intérêt touristique et pédagogique
Outre une ancienne carrière, la réserve naturelle abrite dans sa partie sud un patrimoine historique : la Chapelle St-Fiacre.
Les affleurements primaires qui peuvent être observés dans cette région présentent aussi un intérêt géologique scientifique et pédagogique. De nombreuses visites guidées sont organisées sur le site, également équipé d'un sentier de découverte.
Le site permet de découvrir un vaste panorama.

## Administration, plan de gestion, règlement
La réserve naturelle est gérée par le Parc naturel régional de l'Avesnois et le Conservatoire d'Espaces Naturels des Hauts de France  dans le cadre d'une convention de gestion avec la commune de Baives.

### Outils et statut juridique
La réserve naturelle a été classée par une délibération du 5 octobre 2009. Par ailleurs, le site fait partie des zonages suivants :
- Site inscrit (loi de 1930) pour partie avec une parcelle communale de Baives inscrite depuis 1982.
- ZNIEFF n°76.8,
- ZICO n° NC06,
- site Natura 2000 FR3100511 - Forêts, bois, étangs et bocage herbager de la Fagne et du plateau d'Anor.

Le site est un Milieu naturel exceptionnel à protéger à court terme ; Paysage exceptionnel selon le schéma régional de protection des milieux naturels et des paysages.